# 1973 NBA Draft

## Legenda
Pogrubiona czcionka – wybór do All-NBA Team.
|  | – występ w NBA All-Star Game. |

Gwiazdka (*) – członkowie Basketball Hall of Fame.

## Runda pierwsza
| Nr | Zawodnik               | Narodowość        | Drużyna NBA             | College/Drużyna              |
| -- | ---------------------- | ----------------- | ----------------------- | ---------------------------- |
| 1  | Doug Collins (SG)      | Stany Zjednoczone | Philadelphia 76ers      | Illinois State University    |
| 2  | Jim Brewer (PF)        | Stany Zjednoczone | Cleveland Cavaliers     | University of Minnesota      |
| 3  | Ernie DiGregorio (PG)  | Stany Zjednoczone | Buffalo Braves          | Providence College           |
| 4  | Mike Green (C)         | Stany Zjednoczone | Seattle SuperSonics     | Louisiana Tech University    |
| 5  | Kermit Washington (PF) | Stany Zjednoczone | Los Angeles Lakers      | American University          |
| 6  | Ed Ratleff (SG)        | Stany Zjednoczone | Houston Rockets         | California State University  |
| 7  | Ron Behagen (PF)       | Stany Zjednoczone | Kansas City-Omaha Kings | University of Minnesota      |
| 8  | Mike Bantom (PF)       | Stany Zjednoczone | Phoenix Suns            | Saint Joseph’s University    |
| 9  | Dwight Jones (PF)      | Stany Zjednoczone | Atlanta Hawks           | University of Houston        |
| 10 | John Brown (SF)        | Stany Zjednoczone | Atlanta Hawks           | University of Missouri       |
| 11 | Kevin Joyce (PG/SG)    | Stany Zjednoczone | Golden State Warriors   | University of South Carolina |
| 12 | Kevin Kunnert (C)      | Stany Zjednoczone | Capital Bullets         | University of Iowa           |
| 13 | Nick Weatherspoon (SF) | Stany Zjednoczone | Capital Bullets         | University of Illinois       |
| 14 | Mel Davis (SF)         | Stany Zjednoczone | New York Knicks         | St. John’s University        |
| 15 | Barry Parkhill (SG)    | Stany Zjednoczone | Portland Trail Blazers  | University of Virginia       |
| 16 | Swen Nater (C)         | Holandia          | Milwaukee Bucks         | UCLA                         |
| 17 | Steve Downing (C)      | Stany Zjednoczone | Boston Celtics          | Indiana University           |
| 18 | Raymond Lewis          | Stany Zjednoczone | Philadelphia 76ers      | California State University  |

Gracze spoza pierwszej rundy tego draftu, którzy wyróżnili się w czasie gry w NBA to: Mike D’Antoni, George McGinnis, Larry Kenon, Jim O’Brien, M.L. Carr, George Karl.
W tym drafcie wybrano czterech przyszłych trenerów NBA: Douga Collinsa, Mike’a D’Antoniego, Jima O’Briena i George Karla.